# 무덕
무덕(武德)은 중국 당 고조의 연호로 당나라 최초의 연호이다. 618년 5월에서 626년까지 8년 8개월 동안 사용하였다. 626년 8월에 고조가 퇴위하고 태종이 즉위하여 남은 5개월 동안 이어서 사용하였으며, 627년에 개원하였다.
같은 시기에 사용된 다른 연호로는 수 황태주(皇泰主) 양동(楊侗)이 사용한 황태(皇泰 : 618년 ~ 619년), 주찬(朱粲)의 초(楚) 정권이 사용한 사연호 창달(昌達), 임사홍(林士弘)의 초(楚) 정권이 사용한 사연호 태평(太平), 두건덕(竇建德)의 하(夏) 정권이 사용한 사연호 정축(丁丑), 오봉(五鳳), 이밀(李密)의 위(魏) 정권이 사용한 사연호 영평(永平), 유무주(劉武周)가 사용한 사연호 천흥(天興), 양사도(梁師都)의 양(梁) 정권이 사용한 사연호 영륭(永隆), 곽자화(郭子和)가 사용한 사연호 정평(正平), 설거(薛擧)의 진(秦) 정권이 사용한 사연호 진흥(秦興), 소선(蕭銑)의 양(梁) 정권이 사용한 사연호 명봉(鳴鳳, 혹은 鳳鳴), 우문화급의 허(許) 정권이 사용한 사연호 천수(天壽), 이궤(李軌)의 양(凉) 정권이 사용한 사연호 안락(安樂), 고개도(高開道)의 연(燕) 정권이 사용한 사연호 시흥(始興), 고담성(高曇晟)의 제(齊) 정권이 사용한 사연호 시흥(始興), 왕세충(王世充)의 정(鄭) 정권이 사용한 사연호 개명(開明), 심법흥(沈法興)의 양(梁) 정권이 사용한 사연호 연강(延康), 이자통(李子通)의 오(吳) 정권이 사용한 사연호 명정(明政), 유흑달(劉黑闥)이 사용한 사연호 천조(天造), 보공석(輔公祏)이 사용한 사연호 천명(天明), 왕마사(王摩沙)가 사용한 사연호 진통(進通)이 있다.

## 개원
수(隋) 의녕(義寧) 2년 5월 21일(618년 6월 18일)에 개국 후 바로 무덕(武德)으로 개원함.

## 연대대조표
| 무덕                       | 원년                           | 2년             | 3년        | 4년        | 5년             | 6년             | 7년        | 8년        | 9년        |
| 서력                       | 618년                          | 619년           | 620년      | 621년      | 622년           | 623년           | 624년      | 625년      | 626년      |
| 육십간지 (六十干支)        | 무인(戊寅)                     | 기묘(己卯)      | 경진(庚辰) | 신사(辛巳) | 임오(壬午)      | 계미(癸未)      | 갑신(甲申) | 을유(乙酉) | 병술(丙戌) |
| 수 (隋)                    | 황태(皇泰) 원년                | 2년             | -          | -          | -               | -               | -          | -          | -          |
| 초(楚) 주찬(朱粲)          | 창달(昌達) 4년                 | 5년             | -          | -          | -               | -               | -          | -          | -          |
| 초(楚) 임사홍 (林士弘)     | 태평(太平) 2년                 | 3년             | 4년        | 5년        | 6년             | -               | -          | -          | -          |
| 하(夏) 두건덕 (竇建德)     | 정축(丁丑) 2년 오봉(五鳳) 원년 | 2년             | 3년        | 4년        | -               | -               | -          | -          | -          |
| 위(魏) 이밀(李密)          | 영평(永平) 2년                 | -               | -          | -          | -               | -               | -          | -          | -          |
| 유무주 (劉武周)            | 천흥(天興) 2년                 | 3년             | 4년        | -          | -               | -               | -          | -          | -          |
| 양(梁) 양사도 (梁師都)     | 영륭(永隆) 2년                 | 3년             | 4년        | 5년        | 6년             | 7년             | 8년        | 9년        | 10년       |
| 곽자화 (郭子和)            | 정평(正平) 2년                 | -               | -          | -          | -               | -               | -          | -          | -          |
| 진(秦) 설거(薛擧)          | 진흥(秦興) 2년                 | -               | -          | -          | -               | -               | -          | -          | -          |
| 양(梁) 소선(蕭銑)          | 명봉(鳴鳳, 혹은 鳳鳴) 2년      | -               | -          | -          | -               | -               | -          | -          | -          |
| 허(許) 우문화급 (宇文化及) | 천수(天壽) 원년                | 2년             | -          | -          | -               | -               | -          | -          | -          |
| 양(凉) 이궤(李軌)          | 안락(安樂) 원년                | 2년             | -          | -          | -               | -               | -          | -          | -          |
| 연(燕) 고개도 (高開道)     | 시흥(始興) 원년                | 2년             | 3년        | 4년        | 5년             | 6년             | 7년        | -          | -          |
| 제(齊) 고담성 (高曇晟)     | 시흥(始興) 원년                | -               | -          | -          | -               | -               | -          | -          | -          |
| 정(鄭) 왕세충 (王世充)     | -                              | 개명(開明) 원년 | 2년        | 3년        | -               | -               | -          | -          | -          |
| 양(梁) 심법흥 (沈法興)     | -                              | 연강(延康) 원년 | 2년        | -          | -               | -               | -          | -          | -          |
| 오(吳) 이자통 (李子通)     | -                              | 명정(明政) 원년 | 2년        | 3년        | -               | -               | -          | -          | -          |
| 유흑달 (劉黑闥)            | -                              | -               | -          | -          | 천조(天造) 원년 | 2년             | -          | -          | -          |
| 보공석 (輔公祏)            | -                              | -               | -          | -          | -               | 천명(天明) 원년 | 2년        | -          | -          |
| 왕마사 (王摩沙)            | -                              | -               | -          | -          | -               | 진통(進通) 원년 | -          | -          | -          |

## 삭일(1일)
| 무덕 원년 (618년) | 1월             | 2월             | 3월             | 4월             | 5월             | 6월             | 7월             | 8월             | 9월             | 10월            | 11월            | 12월            |                 |
| ----------------- | --------------- | --------------- | --------------- | --------------- | --------------- | --------------- | --------------- | --------------- | --------------- | --------------- | --------------- | --------------- | --------------- |
| 삭일(음력)        | 정미일 (丁未日) | 병자일 (丙子日) | 병오일 (丙午日) | 을해일 (乙亥日) | 을사일 (乙巳日) | 갑술일 (甲戌日) | 갑진일 (甲辰日) | 계유일 (癸酉日) | 계묘일 (癸卯日) | 임신일 (壬申日) | 임인일 (壬寅日) | 신미일 (辛未日) |                 |
| 율리우스력        | 618년 2월 1일   | 3월 2일         | 4월 1일         | 4월 30일        | 5월 30일        | 6월 28일        | 7월 28일        | 8월 26일        | 9월 25일        | 10월 24일       | 11월 23일       | 12월 22일       |                 |
| 무덕 2년 (619년)  | 1월             | 2월             | 윤2월           | 3월             | 4월             | 5월             | 6월             | 7월             | 8월             | 9월             | 10월            | 11월            | 12월            |
| 삭일(음력)        | 신축일 (辛丑日) | 신미일 (辛未日) | 신축일 (辛丑日) | 경오일 (庚午日) | 기해일 (己亥日) | 무진일 (戊辰日) | 무술일 (戊戌日) | 정묘일 (丁卯日) | 정유일 (丁酉日) | 병인일 (丙寅日) | 병신일 (丙申日) | 병인일 (丙寅日) | 병신일 (丙申日) |
| 율리우스력        | 619년 1월 21일  | 2월 20일        | 3월 22일        | 4월 20일        | 5월 19일        | 6월 17일        | 7월 17일        | 8월 15일        | 9월 14일        | 10월 13일       | 11월 12일       | 12월 12일       | 620년 1월 11일  |
| 무덕 3년 (620년)  | 1월             | 2월             | 3월             | 4월             | 5월             | 6월             | 7월             | 8월             | 9월             | 10월            | 11월            | 12월            |                 |
| 삭일(음력)        | 을축일 (乙丑日) | 을미일 (乙未日) | 갑자일 (甲子日) | 갑오일 (甲午日) | 계해일 (癸亥日) | 임진일 (壬辰日) | 임술일 (壬戌日) | 신묘일 (辛卯日) | 신유일 (辛酉日) | 경인일 (庚寅日) | 경신일 (庚申日) | 기축일 (己丑日) |                 |
| 율리우스력        | 620년 2월 9일   | 3월 10일        | 4월 8일         | 5월 8일         | 6월 6일         | 7월 5일         | 8월 4일         | 9월 2일         | 10월 2일        | 10월 31일       | 11월 30일       | 12월 29일       |                 |
| 무덕 4년 (621년)  | 1월             | 2월             | 3월             | 4월             | 5월             | 6월             | 7월             | 8월             | 9월             | 10월            | 윤10월          | 11월            | 12월            |
| 삭일(음력)        | 기미일 (己未日) | 기축일 (己丑日) | 기미일 (己未日) | 무자일 (戊子日) | 무오일 (戊午日) | 정해일 (丁亥日) | 병진일 (丙辰日) | 병술일 (丙戌日) | 을묘일 (乙卯日) | 을유일 (乙酉日) | 갑인일 (甲寅日) | 갑신일 (甲申日) | 계축일 (癸丑日) |
| 율리우스력        | 621년 1월 28일  | 2월 27일        | 3월 29일        | 4월 27일        | 5월 27일        | 6월 25일        | 7월 24일        | 8월 23일        | 9월 21일        | 10월 21일       | 11월 19일       | 12월 19일       | 622년 1월 17일  |
| 무덕 5년 (622년)  | 1월             | 2월             | 3월             | 4월             | 5월             | 6월             | 7월             | 8월             | 9월             | 10월            | 11월            | 12월            |                 |
| 삭일(음력)        | 계미일 (癸未日) | 계축일 (癸丑日) | 임오일 (壬午日) | 임자일 (壬子日) | 임오일 (壬午日) | 신해일 (辛亥日) | 경진일 (庚辰日) | 경술일 (庚戌日) | 기묘일 (己卯日) | 기유일 (己酉日) | 무인일 (戊寅日) | 무신일 (戊申日) |                 |
| 율리우스력        | 622년 2월 16일  | 3월 18일        | 4월 16일        | 5월 16일        | 6월 15일        | 7월 14일        | 8월 12일        | 9월 11일        | 10월 10일       | 11월 9일        | 12월 8일        | 623년 1월 7일   |                 |
| 무덕 6년 (623년)  | 1월             | 2월             | 3월             | 4월             | 5월             | 6월             | 7월             | 8월             | 9월             | 10월            | 11월            | 12월            |                 |
| 삭일(음력)        | 정축일 (丁丑日) | 정미일 (丁未日) | 정축일 (丁丑日) | 병오일 (丙午日) | 병자일 (丙子日) | 을사일 (乙巳日) | 을해일 (乙亥日) | 갑진일 (甲辰日) | 갑술일 (甲戌日) | 계묘일 (癸卯日) | 계유일 (癸酉日) | 임인일 (壬寅日) |                 |
| 율리우스력        | 623년 2월 5일   | 3월 7일         | 4월 6일         | 5월 5일         | 6월 4일         | 7월 3일         | 8월 2일         | 8월 31일        | 9월 30일        | 10월 29일       | 11월 28일       | 12월 27일       |                 |
| 무덕 7년 (624년)  | 1월             | 2월             | 3월             | 4월             | 5월             | 6월             | 7월             | 윤7월           | 8월             | 9월             | 10월            | 11월            | 12월            |
| 삭일(음력)        | 임신일 (壬申日) | 신축일 (辛丑日) | 신미일 (辛未日) | 경자일 (庚子日) | 경오일 (庚午日) | 기해일 (己亥日) | 기사일 (己巳日) | 기해일 (己亥日) | 무진일 (戊辰日) | 무술일 (戊戌日) | 정묘일 (丁卯日) | 정유일 (丁酉日) | 병인일 (丙寅日) |
| 율리우스력        | 624년 1월 26일  | 2월 24일        | 3월 25일        | 4월 23일        | 5월 23일        | 6월 21일        | 7월 21일        | 8월 20일        | 9월 18일        | 10월 18일       | 11월 16일       | 12월 16일       | 625년 1월 14일  |
| 무덕 8년 (625년)  | 1월             | 2월             | 3월             | 4월             | 5월             | 6월             | 7월             | 8월             | 9월             | 10월            | 11월            | 12월            |                 |
| 삭일(음력)        | 병신일 (丙申日) | 을축일 (乙丑日) | 을미일 (乙未日) | 갑자일 (甲子日) | 갑오일 (甲午日) | 계해일 (癸亥日) | 계사일 (癸巳日) | 임술일 (壬戌日) | 임진일 (壬辰日) | 임술일 (壬戌日) | 신묘일 (辛卯日) | 신유일 (辛酉日) |                 |
| 율리우스력        | 625년 2월 13일  | 3월 14일        | 4월 13일        | 5월 12일        | 6월 11일        | 7월 10일        | 8월 9일         | 9월 7일         | 10월 7일        | 11월 6일        | 12월 5일        | 626년 1월 4일   |                 |
| 무덕 9년 (626년)  | 1월             | 2월             | 3월             | 4월             | 5월             | 6월             | 7월             | 8월             | 9월             | 10월            | 11월            | 12월            |                 |
| 삭일(음력)        | 경인일 (庚寅日) | 경신일 (庚申日) | 기축일 (己丑日) | 기미일 (己未日) | 무자일 (戊子日) | 정사일 (丁巳日) | 정해일 (丁亥日) | 병진일 (丙辰日) | 병술일 (丙戌日) | 병진일 (丙辰日) | 병술일 (丙戌日) | 을묘일 (乙卯日) |                 |
| 율리우스력        | 626년 2월 2일   | 3월 4일         | 4월 2일         | 5월 2일         | 5월 31일        | 6월 29일        | 7월 29일        | 8월 27일        | 9월 26일        | 10월 26일       | 11월 25일       | 12월 24일       |                 |

## 같이 보기
- 중국의 연호 목록